# Guido Renzi
Guido Renzi (Orvieto, 13 febbraio 1939) è un cantante e scrittore italiano.

## Biografia
Dopo aver conseguito il diploma di ragioneria, si iscrisse alla facoltà di lettere e filosofia alla Sapienza di Roma
Esordì nel panorama musicale italiano nel 1967, dopo aver ottenuto un contratto con la RT Club.
Insieme al gruppo I Meno Uno incise nel 1969 il brano Amica mia, con cui partecipò anche al Cantagiro 1969.
L'anno seguente fu pubblicato il 45 giri Tanto cara, con cui partecipò al Cantagiro 1970.
Entrambi i brani entrarono nelle hit parade in Italia e furono tra i primi singoli per vendite: 1º posto per Amica mia nel 1969 e 2 posto per Tanto cara nel 1970).
Partecipò poi a Un disco per l'estate 1972 con Così, canzone scritta in collaborazione con Roby Crispiano, mentre l'anno successivo con Qui nel buio partecipò al Cantestate.
Nel 1976 fu il protagonista della commedia per bambini Ciao luna nella quale recitò e cantò le canzoni Storia del bene e Storia del male, pubblicate su 45 giri.
Nel 1990 si trasferì in Canada dove, oltre a continuare l'attività di cantante e conduttore radiofonico, iniziò quella di insegnante di lingua e cultura italiana in alcuni licei.
Nel 2001 è diventato uno dei soci di una delle prime aziende freelance del Canada, Ionenet SA, con il figlio, Danilo Renzi, che assieme ad Alphonse Langueduc e Andrea Deeangelis, esperti in sessuologia e seduzione, hanno iniziato una serie di progetti online, come il social Meetero.
In Argentina gli hanno reso omaggio nella 41ª consegna dei Premi Martin Fierro.3 ed in Brasile è considerato uno tra i più grandi artisti di sempre.
La sua grande passione per la narrativa, lo ha portato a scrivere 2 libri, Ladri di sogni e Un giorno dopo l'altro.
I due libri trattano in parte della sua vita e delle incredibili avventure che ha vissuto ed in parte di argomenti storico-sociali di grande interesse e storie passate e recenti.
Vive oggi nei pressi di Laval, vicino Montreal, con sua moglie.

## Discografia parziale

### 33 giri
- 1975 - Amica mia  (Idea, ID 109)
- 1984 - Un cantautore senza età (Time Records, AZL001)

### CD
- 1996 - Amica mia (Duck Records, DGCD 142)
- 2000 - Una lunga storia d'amore (Duck Records; cover di altri interpreti)
- 2001 - Concerto dal vivo (pubblicato in Canada)

### 45 giri
- 1966 - Breve incontro/È finita (R.T.Club, RT 1529)
- 1967 - Chilimandjaro/il mondo in mano a noi (R.T.Club, RT 1544)
- 1969 - Amica mia/Vola canzone (Roman Record Company, RN 009)
- 1969 - Amica mia/Tu che m'hai preso il cuor (Roman Record Company, RN 009[2])
- 1970 - Tanto cara/Non si vive di soli ricordi (Cormorano, ZC 50037)
- 1971 - Una rosa per Maria/Lei (Cormorano, ZC 50179)
- 1971 - Buonanotte amore/Bella di giorno (Vedette, VVN 33218)
- 1972 - Così/Qui nel buio (Vedette, VVN 33237)
- 1975 - Un'ora/Il tempo dell'amore (Idea, IS 100)
- 1976 - Storia del bene/Storia del male (Aris, AN 414)
- 1976 - Amica mia/La sera (Mia Records, M-1012)